# Sipilou (département)
Le département de Sipilou est un département de Côte d'Ivoire. 